# Solco paracentrale
Il solco paracentrale è un solco del cervello. Rappresenta il bordo anteriore del lobulo paracentrale.

## Galleria d'immagini

Superficie centrale dell'emisfero sinistro. (In rosso il solco cingolato)